# 漢克·簡
漢克·簡（Hank Chien）是電子遊戲《大金剛系列》前世界紀錄保持人和兩屆的Kong Off錦標賽冠軍。截至2016年1月，他的個人最佳成績是1,138,600分，漢克在2011年3月19日至20日舉行的Kong Off中，以994,400分擊敗史特夫·維比、比利·米謝爾等玩家，獲得冠軍。
漢克生於台灣，兩歲時隨家人移居美國。他在皇后區擔任整形外科醫師。
2011年的紀錄片《大金剛醫生》（Doctor Kong）記錄了漢克首次挑戰世界紀錄的過程。